# دریان فان رایسلبرگه
دریان فان رایسلبرگه (هلندی: Dorian van Rijsselberghe) ورزشکاری از کشور هلند است و به مدال طلا رشته قایقرانی بادبانی در بازی‌های المپیک تابستانی ۲۰۱۶ دست یافت.